# Liolaemus rothi
Liolaemus rothi är en ödleart som beskrevs av  Koslowsky 1898. Liolaemus rothi ingår i släktet Liolaemus och familjen Tropiduridae. Inga underarter finns listade i Catalogue of Life.